# Archisotoma
Genre
Archisotoma est un genre de collemboles de la famille des Isotomidae.

## Liste des espèces
Selon Checklist of the Collembola of the World (version du 29 août 2019) :
- Archisotoma arariboia da Rocha Neves & de Mendonça, 2014
- Archisotoma besselsi (Packard, 1877)
- Archisotoma bothrilongaequalis Thibaud & Ndiaye, 2006
- Archisotoma brucei (Carpenter, 1907)
- Archisotoma catiae Abrantes & de Mendonça, 2007
- Archisotoma gourbaultae Thibaud, 1993
- Archisotoma heraultensis Christian & Thibaud, 1996
- Archisotoma interstitialis Delamare Deboutteville, 1953
- Archisotoma jariani de Lima, Zeppelini & de Mendonça, 2019
- Archisotoma litoralis Thibaud & Weiner, 1997
- Archisotoma madagascariensis Thibaud, 2008
- Archisotoma martae Fjellberg & Jucevica, 2000
- Archisotoma mayotti Thibaud, 2011
- Archisotoma megalops Bagnall, 1939
- Archisotoma nigricans Bagnall, 1939
- Archisotoma pauliani Delamare Deboutteville, 1953
- Archisotoma poinsotae da Gama, 1968
- Archisotoma polaris Fjellberg & Poinsot, 1975
- Archisotoma pulchella (Moniez, 1890)
- Archisotoma quadrioculata Fjellberg, 1988
- Archisotoma sabulosa Barra, 1997
- Archisotoma senegalensis Thibaud & Ndiaye, 2006
- Archisotoma subtheae Thibaud & Boumezzough, 2006
- Archisotoma theae Fjellberg, 1980
- Archisotoma utinomii Yosii, 1971
- Archisotoma vaoensis Thibaud & Weiner, 1997
- Archisotoma vareli Sterzynska & Ehrnsberger, 2000

## Publication originale
- Linnaniemi, 1912 : Die Apterygotenfauna Finlands, II. Spezieller Teil. Acta Societatis Scientiarum Fennicæ, Helsingfors, vol. 15, no 5, p. 1-359.